# Portogruaro
Portogruaro là một đô thị và cộng đồng (comune) ở tỉnh Venezia trong vùng Veneto miền bắc nước Ý.
Đô thị Portogruaro có diện tích 102 ki lô mét vuông, dân số thời điểm năm 31 tháng 5 năm 2005 là 25.162 người.
Đô thị Portogruaro có các đơn vị dân cư (frazioni) sau: Portovecchio (loc Portoveciu), Summaga (loc. Sumaga), Pradipozzo (loc. Pradipòs), Giussago, Lugugnana, Lison.
Các đô thị giáp ranh: 